# Associação Portuguesa dos Antiquários
A Associação Portuguesa dos Antiquários é uma associação de antiquários de Portugal fundada em 22 de novembro de 1990 e filiada a CINOA desde julho de 1996. Promove anualmente a Feira de Arte e Antiguidades de Lisboa na Cordoaria Nacional, em Lisboa, desde 2012 a 2018, em sucessão à Bienal de Arte e Antiguidades. Desde 2018, passou a promover a Feira de Outono, com a mesma finalidade das anteriores.